# Бориспільські острови
«Бориспільські острови» — ландшафтний заказник місцевого значення. Заказник розташований на території Бориспільського району Київської області, у межах акваторії та каскаду островів річки Дніпро на південний захід та на південь від села Сошників. Об'єкт був створений рішенням 35 сесії Київської обласної ради V скликання від 03.02.2011 р. № 043-04-VI. Наукове обґрунтування створення заказника підготовлено експертами Ukrainian Nature Conservation Group.

## Загальні відомості
Територія заказника належить до земель водного фонду, якими опікується Дніпровське басейнове управління водних ресурсів та Бориспільська РДА.
Площа заказника — 6900,26 га, створений у 2011 році.

## Характеристика
Уся територія заказника складається із заплавних островів Канівського водосховища та прилеглої до них акваторії. На заплавних луках зростають два види орхідних, що занесені до Червоної книги України — коручка болотна та пальчатокорінник м'ясо-червоний, а також півники сибірські.
Комплекс островів та куртин очерету в межах заказника, є одним із найважливіших місць гніздування колоніальних водно-болотних птахів у акваторії середнього Дніпра. Тут розміщені колонії болотяних крячків крячок білощокий та крячок чорний. Відмічено гніздування двох видів чапель — бугая та бугайчика, лебедя-шипуна, гуски сірої, качок родів Anas та Aythya, курочки водяної, луня очеретяного, ремеза та синиці вусатої. Усі ці види охороняються згідно з Положеннями 2 і 3 Бернської конвенції. На піщаних дюнах також гніздує кулик-сорока, занесений до Червоної книги України.
Під час сезонних міграції велика кількість перелітних водоплавних птахів зупиняється в акваторії заказника для перепочинку (зокрема мартинові, коловодники та кулики роду Calidris).
На території об'єкта відмічений горностай, занесений до Червоної книги України, та видра і норка європейська, що крім Червоної книги України, занесені до Червоної книги Міжнародного Союзу Охорони Природи та Бернської конвенції. Поширені на теренах острівного архипелагу куниця кам'яна та тхір лісовий, які охороняються Бернською конвенцією.

## Галерея

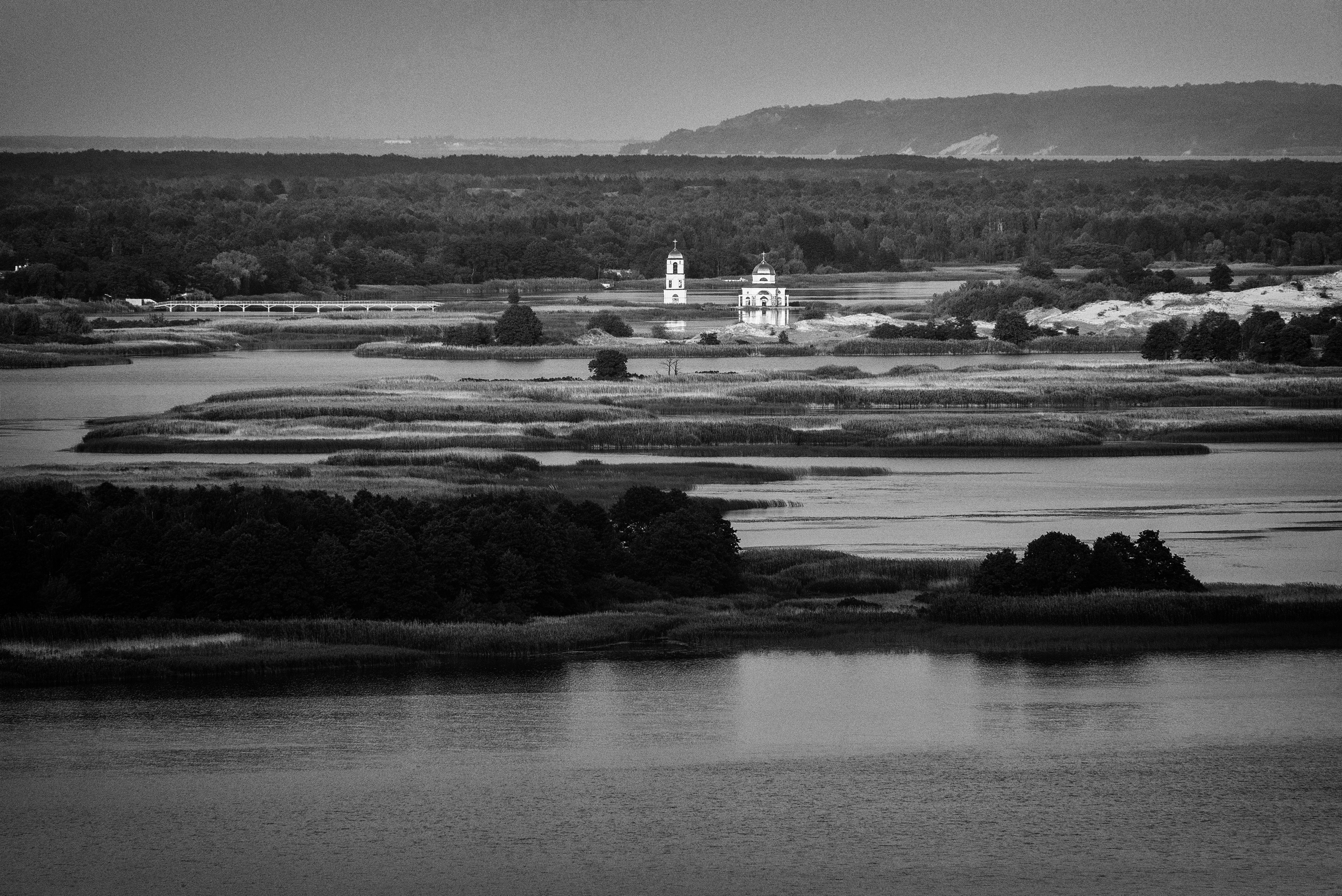
Бориспільські острови. Урочище «Гусинці». Гусинська церква.
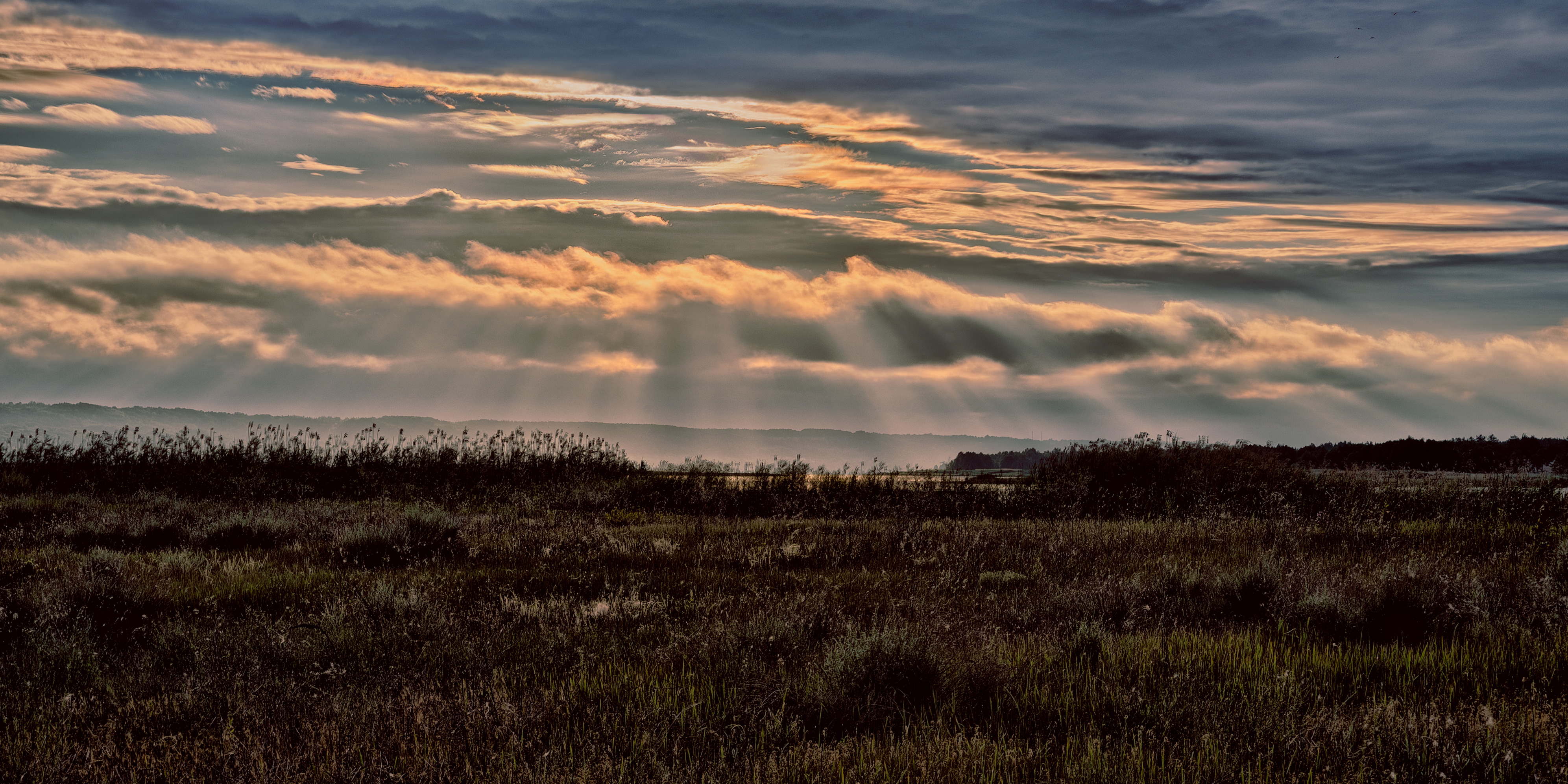
Генеральський острів. Бориспільські острови.
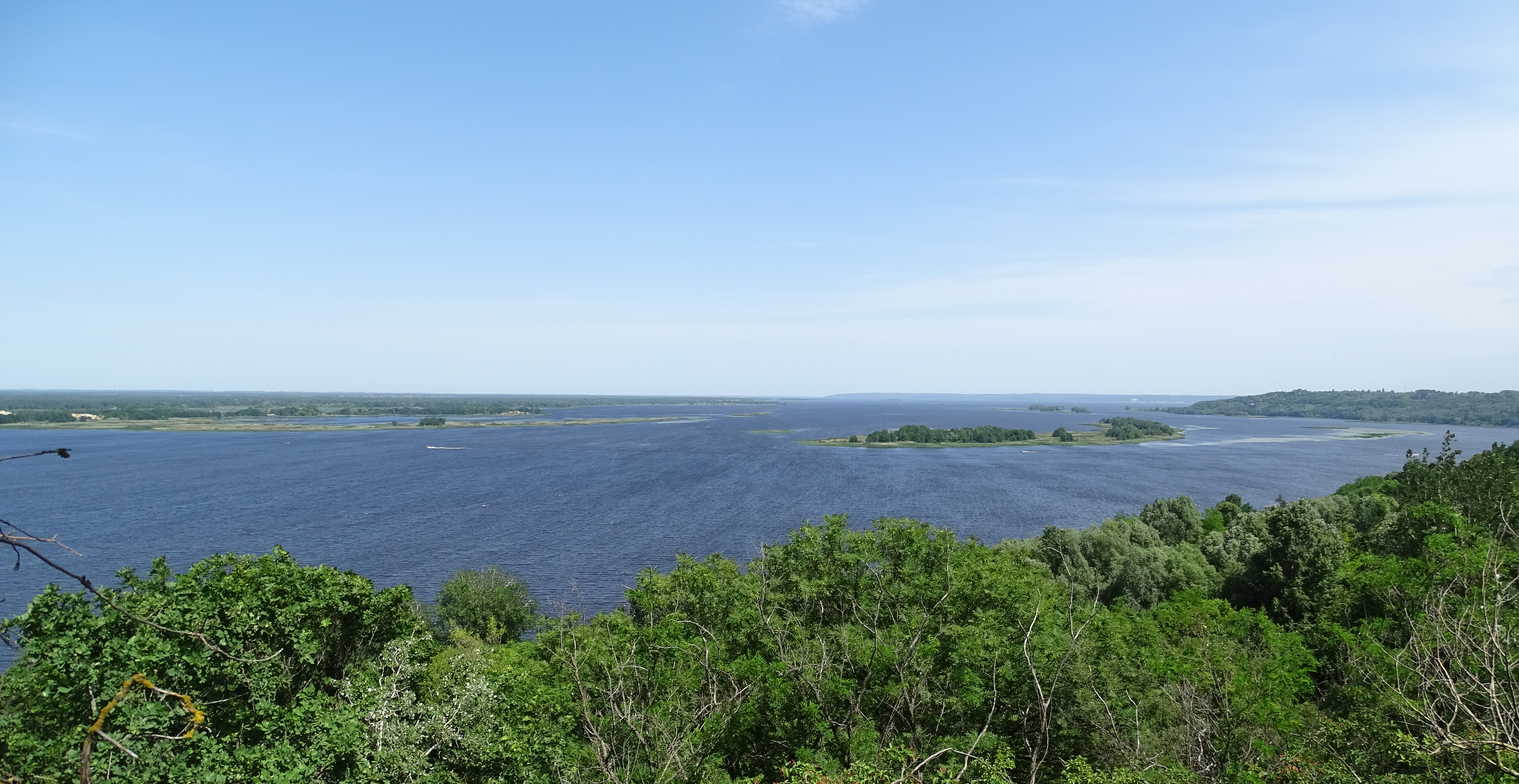
Краєвид островів